# Grenada National Basketball Association
Der Grenadische Basketballverband ist der offizielle Basketballverband auf Grenada. Er hat seinen Sitz in St. George’s.

## Geschichte und Aufgaben
Der Verband ist seit 1975 Mitglied der Fédération Internationale de Basketball (FIBA) und ist damit auch Mitglied der FIBA Amerika. Präsident des Verbandes ist zur Zeit Kester Elcock. Sein Generalsekretär ist Rondell Geoffrey Johnson.
Der Verband ist für die Organisation, Leitung und Entwicklung des Basketballsports auf Grenada verantwortlich. Der Verband vertritt den Basketballsport gegenüber Behörden sowie nationalen und internationalen Sportorganisationen.
Zusätzlich verteidigt der Verband auch die moralischen und materiellen Interessen des Grenadischen Basketballs. Der Verband organisiert die Nationale Meisterschaft und ist für die Grenadische Basketballnationalmannschaft und die Grenadische Basketballnationalmannschaft der Damen verantwortlich.

## Infos zum Verband
| Kriterium               | Fakten                   |
| ----------------------- | ------------------------ |
| Gründungsjahr           |                          |
| Jahr des FIBA-Beitritts | 1975                     |
| Kontinental Verband     | FIBA-Amerika             |
| Sitz des Verbandes      | St. George‘s             |
| Präsident               | Kester Elcock            |
| Generalsekretär         | Rondell Geoffrey Johnson |
| Höchste Liga            |                          |
| Sonstiges               |                          |